# Felicjan Kępiński

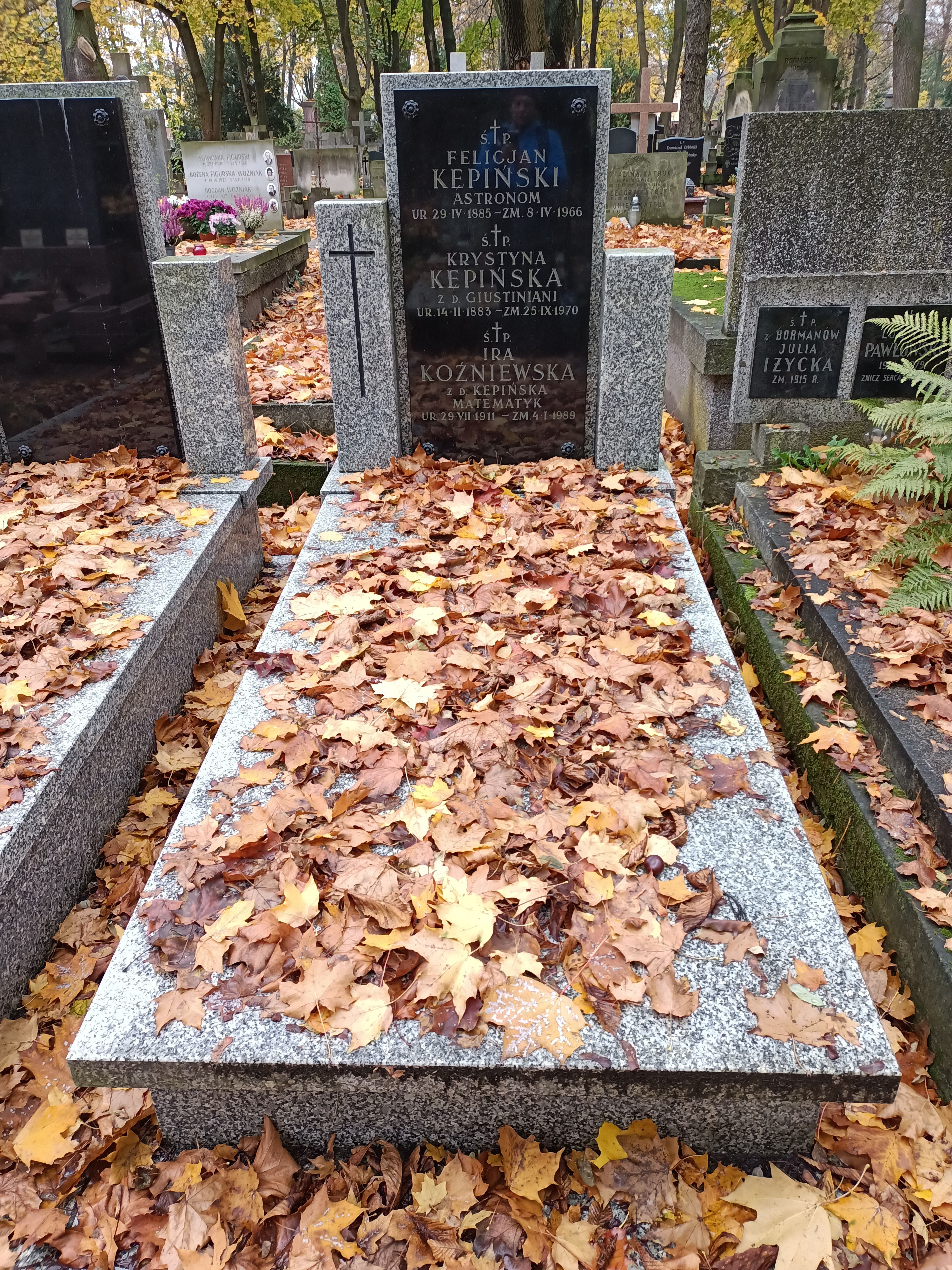
Grób Felicjana Kępińskiego na Cmentarzu Powązkowskim

Felicjan Eugeniusz Piotr Kępiński (ur. 29 kwietnia 1885 w Piotrkowie Trybunalskim, zm. 8 kwietnia 1966 w Warszawie) – polski astronom i geodeta.

## Życiorys
W 1903 ukończył ze złotym medalem gimnazjum rządowe w Piotrkowie Trybunalskim, późniejsze I Liceum Ogólnokształcące im. Bolesława Chrobrego. 

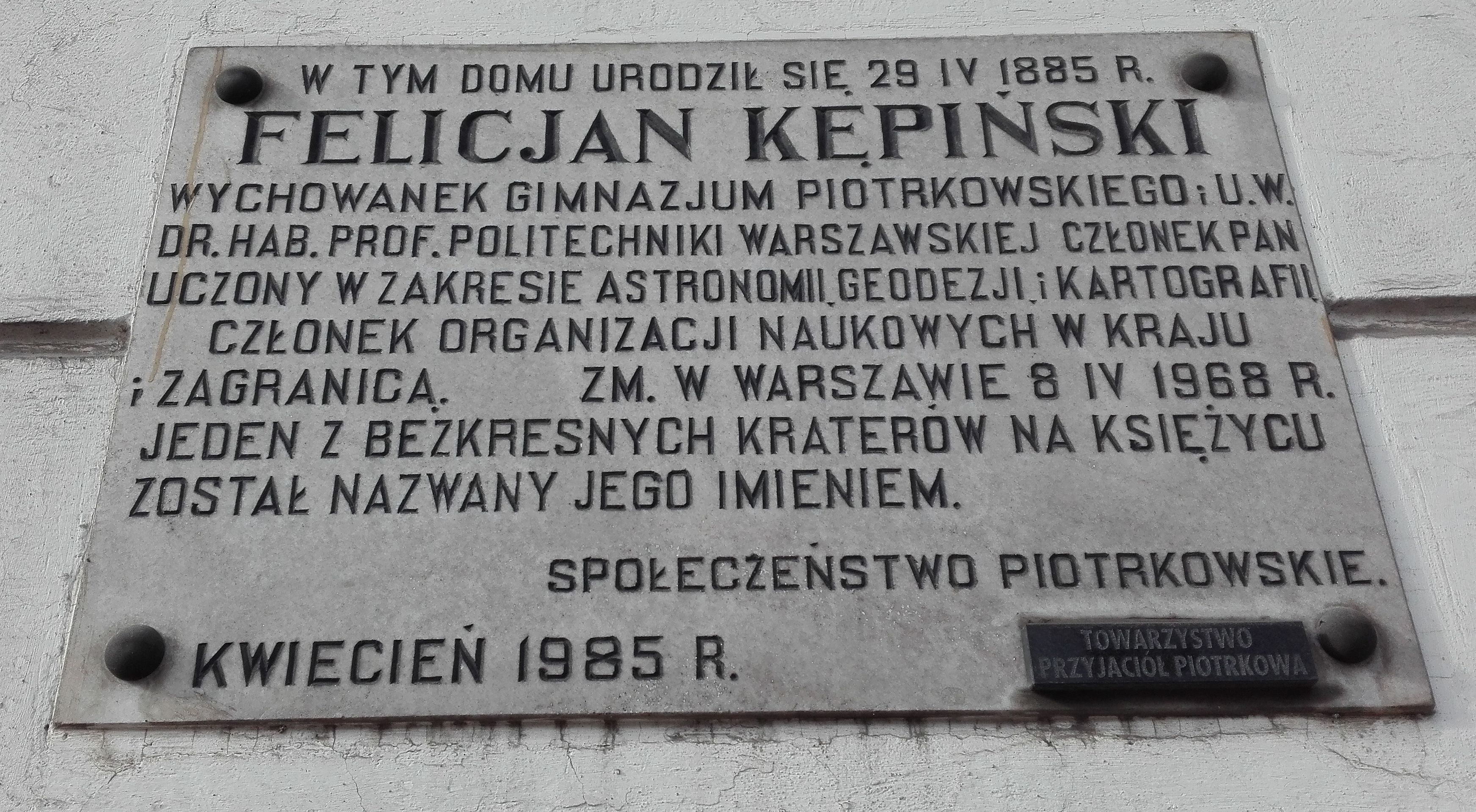
Felicjan Kępiński, Tablica pamiątkowa w Piotrkowie Tryb. zdj. 31 października 2016

W latach 1903–1905 studiował na Uniwersytecie Warszawskim. W 1905 uczestniczył w strajku młodzieży akademickiej. W ramach bojkotu rosyjskich szkół wyższych wyjechał na studia za granicę. Studiował najpierw filozofię na uniwersytecie w Lipsku (1905–1906), potem matematykę i astronomię na uniwersytetach w Getyndze (1906–1909) i Berlinie (1909–1912). W marcu 1913 uzyskał stopień doktora filozofii na podstawie pracy z mechaniki nieba.
W okresie I wojny światowej pracował w obserwatorium astronomicznym Berlin-Babelsberg. Po odzyskaniu niepodległości, w 1918 przeniósł się do Warszawy, gdzie objął stanowisko adiunkta Obserwatorium Astronomicznego Uniwersytetu Warszawskiego, na którym pozostawał do 1927. Od 1922 do maja 1923 był p.o. dyrektora. W 1925 habilitował się w Uniwersytecie Stefana Batorego w Wilnie. W 1927 uzyskał nominację na profesora nadzwyczajnego astronomii praktycznej na Wydziale Geodezyjnym Politechniki Warszawskiej, a w 1937 został mianowany profesorem zwyczajnym na Wydziale Inżynierii Politechniki Warszawskiej. Był założycielem obserwatorium astronomicznego należącego do Politechniki, a także jego kierownikiem w latach 1925–1955. Na przełomie 1942 i 1943 został ranny w nalocie bombowym. Pod koniec II wojny światowej upowszechniał astronomię wśród młodzieży w Piotrkowie Trybunalskim. W czasie wojny także policzył zmiany orbity komety 22P/Kopff oraz jej efemerydę na 1945. W lipcu 1944 z pomocą Tadeusza Banachiewicza przekazał wyniki swoich obliczeń obserwatoriom amerykańskim, które obserwowały zgodnie z tą efemerydą. W czasie powstania warszawskiego Kępiński został ranny i stracił oko. Na emeryturę przeszedł w 1960.
W 1921 zapoczątkował wydawanie „Rocznika Astronomicznego”, którego był później wieloletnim redaktorem. Był jednym z założycieli oraz pierwszym prezesem Polskiego Towarzystwa Miłośników Astronomii (1921–1922). W latach 1922–1925 był redaktorem czasopisma „Urania” wydawanego przez to towarzystwo.
Felicjan Kępiński zajmował się przez wiele lat badaniami ruchu komety 22P/Kopffa i na ich podstawie pisał prace dotyczące mechaniki nieba. W swojej pracy zajmował się też zagadnieniami dotyczącymi astronomii geodezyjnej: opracował metodę wyznaczania współrzędnych geograficznych i azymutu oraz wyznaczył współrzędne Obserwatorium Astronomicznego UW w ramach międzynarodowej kampanii w 1933.
W 1913 poślubił Krystynę Giustiniani, z którą miał córkę Irę Koźniewską i syna Stefana.
Pochowany na cmentarzu Powązkowskim (kwatera 281-III-22).
Decyzją Międzynarodowej Unii Astronomicznej w 1979 imieniem Felicjana Kępińskiego został nazwany krater Kępiński na Księżycu.